# Gelendžički zaljev
Gelendžički zaljev (rus. Геленджикская бухта) je zaljev koji se ne zaleđuje na ruskoj obali Crnog mora, odmah jugoistočno od Cemeskog zaljeva. Cijela obala od 12 km između rtova Tonkiy i Tolstyi ulazi u granice Gelendžika. Plaže zauzimaju oko dvije trećine obale. Dalje u unutrašnjost uzdižu se nisko gorje Markoth. Najveća dubina mora je 11 metara.

## Vanjske poveznice
|  | Zajednički poslužitelj ima još gradiva o temi Gelendžički zaljev |